# Šmartno ob Paki
Šmartno ob Paki est une commune située dans la région de Basse-Styrie en Slovénie. La commune accueille des thermes sur son territoire. Šmartno est dérivé de Saint Martin tandis que Paki provient de la rivière Paka qui traverse le territoire de la commune. La commune est localisée dans une région viticole.

## Géographie
La commune est située à la frontière de la région montagneuse du Pohorje. Elle est localisée au bord de la rivière Paka.

### Villages
Les localités qui composent la commune sont Gavce, Gorenje, Mali Vrh, Paška vas, Podgora, Rečica ob Paki, Skorno, Slatina, Šmartno ob Paki et Veliki Vrh.

## Démographie
Entre 1999 et 2021, la population de la commune a légèrement augmenté avec une population légèrement supérieure à 3 000 habitants,.
Évolution démographique
| 1999  | 2000  | 2001  | 2002  | 2003  | 2004  | 2005  | 2006  | 2007  |
| ----- | ----- | ----- | ----- | ----- | ----- | ----- | ----- | ----- |
| 2 867 | 2 885 | 2 903 | 2 956 | 2 938 | 2 966 | 3 015 | 3 064 | 3 098 |
| 2008  | 2009  | 2010  | 2011  | 2012  | 2013  | 2014  | 2015  | 2016  |
| 3 190 | 3 116 | 3 164 | 3 161 | 3 200 | 3 218 | 3 223 | 3 228 | 3 240 |
| 2017  | 2018  | 2019  | 2020  | 2021  |       |       |       |       |
| 3 203 | 3 224 | 3 261 | 3 265 | 3 278 |       |       |       |       |